# Elisa Togut
Elisa Togut (* 14. Mai 1978 in Gorizia, Italien) ist eine italienische Volleyballspielerin. Ihren größten Erfolg feierte sie bei der Weltmeisterschaft 2002, als sie mit der Nationalmannschaft den Titel gewann und außerdem als beste Spielerin des Turniers ausgezeichnet wurde. Mit ihrem Verein Vicenza siegte sie ein Jahr zuvor im damaligen CEV-Pokal.

## Karriere
Togut begann ihre Karriere als Volleyballspielerin 1994 in der Nachwuchsmannschaft von Volley Modena, die in der Serie B2, der vierten italienischen Liga, spielte. In der folgenden Saison wurde sie bereits in der ersten Mannschaft des Vereins in der Serie A1 eingesetzt und gehörte somit zum Kader des Teams, das den Top Teams Cup gewann. Da die Diagonalangreiferin jedoch noch nicht etabliert war, ging sie nach diesem Titelgewinn zunächst für eine Saison in die drittklassige Serie B1, bevor sie 1997 von New Line Vignola nach Modena zurückkehrte. Als der italienische Verband 1998 zur Förderung des Volleyballs das Projekt Club Italia gründete, bot sich Togut die Möglichkeit, in die italienische Nationalmannschaft zu kommen, mit der sie ein Jahr später bei der Europameisterschaft im eigenen Land die Bronzemedaille gewann. In Arsizio kehrte sie zurück in die Serie A und nachdem sie im Jahr 2000 zu Minetti Vicenza gewechselt war, begann ihre erfolgreichste Zeit. Mit dem Verein gewann sie den italienischen Supercup sowie den CEV-Pokal und mit der Nationalmannschaft erreichte sie das Finale der Europameisterschaft in Bulgarien. Bei der anschließenden Weltmeisterschaft 2002 hatte sie großen Anteil daran, dass Italien zum ersten Mal den Titel gewann und wurde deshalb zur wertvollsten Spielerin (MVP) des Turniers in Deutschlands gewählt. Nach diesem Höhepunkt spielte sie sechs Jahre lang bei Monte Schiavo Jesi, aber im Verein war sie nicht mehr so erfolgreich wie in der Nationalmannschaft. Eine weitere Silbermedaille bei der Europameisterschaft 2005 sowie zwei vordere Platzierungen beim Grand Prix komplettierten die Liste von Toguts Erfolgen. 2009 unterbrach sie ihre Karriere wegen einer Schwangerschaft. Nachdem sie im März 2010 Mutter eines Sohnes geworden war, setzte sie ihre Karriere beim Zweitligisten Icos Crema fort.